# Местный стигматик
«Местный стигма́тик» — американский независимый фильм 1990 года, экранизация одноимённой пьесы Хиткоута Уильямса, написанной им в 22 года. Это фильм о двух друзьях — лондонских кокни, которых сыграли Аль Пачино и Пол Гилфойл. Режиссёр картины — Дэвид Ф. Уилер.
Фильм был готов в конце 1980-х, но был показан лишь в 1990 году в Музее современного искусства в Нью-Йорке. В 2007 году он вышел на бокс-сете под названием «Аль Пачино: Актёрский взгляд», который включает также его режиссёрские работы «Китайский кофе» и «В поисках Ричарда».

## Сюжет
Фильм рассказывает о двух бедных друзьях — Грэме и Рэе. Они гуляют по Вест-Энду, заходят в пабы, разговаривают с людьми, пытают счастье на собачьих бегах. В одном из пабов они встречают известного актёра и завязывают с ним разговор…

## В ролях
- Аль Пачино — Грэм
- Пол Гилфойл — Рэй
- Джозеф Маэр — Дэвид
- Майкл Хиггинс — пьяный мужчина
- Брайан Маллон — газетчик
- Джеймс Буллейт — театральный менеджер